# تاکانوری اوکوشی
تاکانوری اوکوشی (انگلیسی: Takanori Okoshi؛ زادهٔ ۱۶ سپتامبر ۱۹۳۲) آهنگساز، مهندسی برق، و استاد دانشگاه اهل ژاپن است.
وی همچنین برندهٔ جوایزی همچون جایزه موریس لیبمن انجمن مهندسان برق و الکترونیک آمریکا شده‌است.